# Narva (Stadt)
Narva (deutsch Narwa, russisch Нарва) ist die drittgrößte Stadt der Republik Estland, eine wichtige Industriestadt und das Zentrum der russischsprachigen Minderheit Estlands, zu der etwa 95 % der Einwohner Narvas gehören.

## Geografie

Narva und Umgebung

Narva ist die östlichste Stadt Estlands. Sie liegt an der Grenze zu Russland am Fluss Narva, der hier den Grenzfluss bildet und nördlich der Stadt in den Finnischen Meerbusen der Ostsee mündet. Zusammen mit Iwangorod auf der russischen Seite bildet Narva eine Zwillingsstadt.
Seit 2017 wird die Stadt auf estnischer Seite komplett von der neu gegründeten Stadtgemeinde Narva-Jõesuu umschlossen.

## Geschichte

### Narva-Kultur
Zwischen 4600 und 4100 v. Chr. ist die auch Narva-Kultur genannte Baltische Haffküstenkultur hier verbreitet. Sie gilt als Substratkultur der späteren Westbalten.

### Mittelalter
Durch seine günstige Lage war Narva schon im Mittelalter ein bedeutender Handelsplatz. In der Nowgoroder Chronik wird die Siedlung 1171 erwähnt; im Jahr 1302 erhielt sie Stadtrecht. Die Dänen verkauften das Gebiet 1346 an den Deutschen Orden. 1492 erbaute Iwan III. auf der östlichen Seite der Narva die Festung Iwangorod. Der Livländische Krieg führte zur Besetzung Narvas durch Russland im Jahr 1558. Im Jahr 1581 begann die schwedische Herrschaft. Mit der Schließung des Hansekontors Peterhof in Nowgorod im Jahr 1494 durch Iwan III. nahm die Bedeutung Narvas für den Handel nochmals zu.

### Neuzeit
Während des Großen Nordischen Krieges fand am 30. November 1700 hier die Schlacht von Narva statt, in der die russische Armee unter Peter I. eine verheerende Niederlage erlitt. Nach der Reorganisierung seiner Truppen eroberte Peter jedoch 1704 nach der Belagerung von Narva die Stadt und verleibte mit dem Frieden von Nystad 1721 große Gebiete des Baltikums und Kareliens dem Russischen Reich ein.
Im 19. Jahrhundert verlor Narva seine Bedeutung als Hafenstadt und entwickelte sich zu einem Zentrum der Textilherstellung. Das Unternehmen Kreenholm spielte lange Zeit eine erhebliche Rolle für die Stadt. Von 1918 bis 1940 gehörte sie zur Republik Estland, und nach deren Annexion durch die Sowjetunion von 1940 bis 1991 zur Estnischen SSR.
Narva wurde im Zweiten Weltkrieg zwischen 1941 und 1944 nahezu vollständig zerstört. Die historischen Bauten wurden in der Regel nicht wieder aufgebaut. Das Stadtbild wird heute von monotonen Wohnblöcken mit großteils unverputzten Ziegelfassaden geprägt, die in sowjetischer Zeit gebaut wurden. In dieser Zeit kamen viele russische Zuwanderer in die Stadt, aber auch aus anderen Unionsrepubliken wurden Arbeiter für die Narvaer Industriebetriebe angesiedelt, während die evakuierte estnische Bevölkerung lange Zeit nicht zurückkehren durfte. Daher rührt der heutige hohe russischsprachige Bevölkerungsanteil.

### Narva und Iwangorod

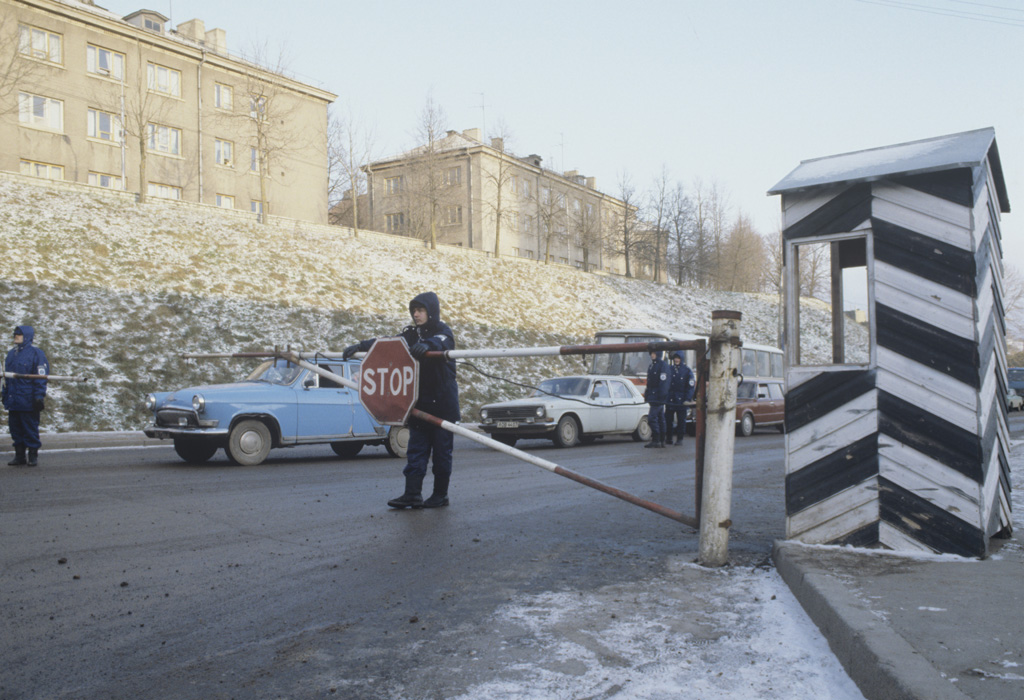
Estnische Zollkontrolle (1991)

Nach der Gründung von Iwangorod auf dem anderen Ufer der Narva im Jahr 1492 entstand über viele Jahrzehnte eine enge Beziehung zwischen den beiden Städten. In der Zeit der staatlichen Unabhängigkeit der Republik Estland von 1918 bis 1940 lag auch Iwangorod auf estnischem Territorium, da die Grenze zur damaligen Sowjetunion weiter östlich lag. Nach der Okkupation Estlands durch die Sowjetunion 1940 und Konstituierung der Estnischen SSR wurde der Narvafluss zur Grenze zwischen den Unionsrepubliken Estland und Russland. Mit der erneuten Unabhängigkeit Estlands 1991 entstand wieder eine bewachte Grenze, die seit dem Beitritt Estlands zur Europäischen Union am 1. Mai 2004 Außengrenze der EU ist.

## Städtepartnerschaften
- Karlskoga, Schweden
- Tinglev, Dänemark
- Donezk, Ukraine
- Lahti, Finnland
- Iwangorod, Russland
- Pärnu, Estland

## Kultur und Sehenswürdigkeiten

### Museen
- Narva Muuseum[4] mit umfangreicher Ausstellung in der Hermannsfeste zur Geschichte von Stadt, Festung und Region sowie der in einem barocken Altstadtgebäude aus dem 18. Jahrhundert untergebrachten Kunstgalerie.

### Bauwerke
- Die Hermannsfeste (Hermanni linnus), eine nach schweren Zerstörungen des Zweiten Weltkriegs restaurierte Festung des Deutschen Ordens, liegt der am Westufer der Narva gegenüber der russischen Festung Iwangorod. Im Turm der Festung ist die geschichtliche Ausstellung des Narva Museums untergebracht.
- Das Rathaus wurde während der schwedischen Herrschaft von 1665 bis 1671 nach Entwurf des aus Lübeck stammenden Architekten Georg Teuffel im Stil des niederländischen Klassizismus errichtet und nach schweren 1944 erlittenen Kriegsbeschädigungen als eines der wenigen Baudenkmale im Altstadtbereich von 1960 bis 1963 wieder aufgebaut.[5] 2023 wurde das Rathaus renoviert[6].
- Die russisch-orthodoxe Auferstehungskathedrale wurde von 1890 bis 1898 im neobyzantinischen Stil errichtet.
- Die evangelisch-lutherische Alexanderkirche wurde in Form eines Oktogons mit ebenfalls achteckigem 61 Meter hohen Turm 1883/1884 im neuromanischen Stil errichtet und nach dem bei einem Attentat 1881 ums Leben gekommenen Zaren Alexander II. benannt. Sie wurde 1944 zerstört und in der Nachkriegszeit wiederaufgebaut, der Glockenturm 2007/2008 rekonstruiert.

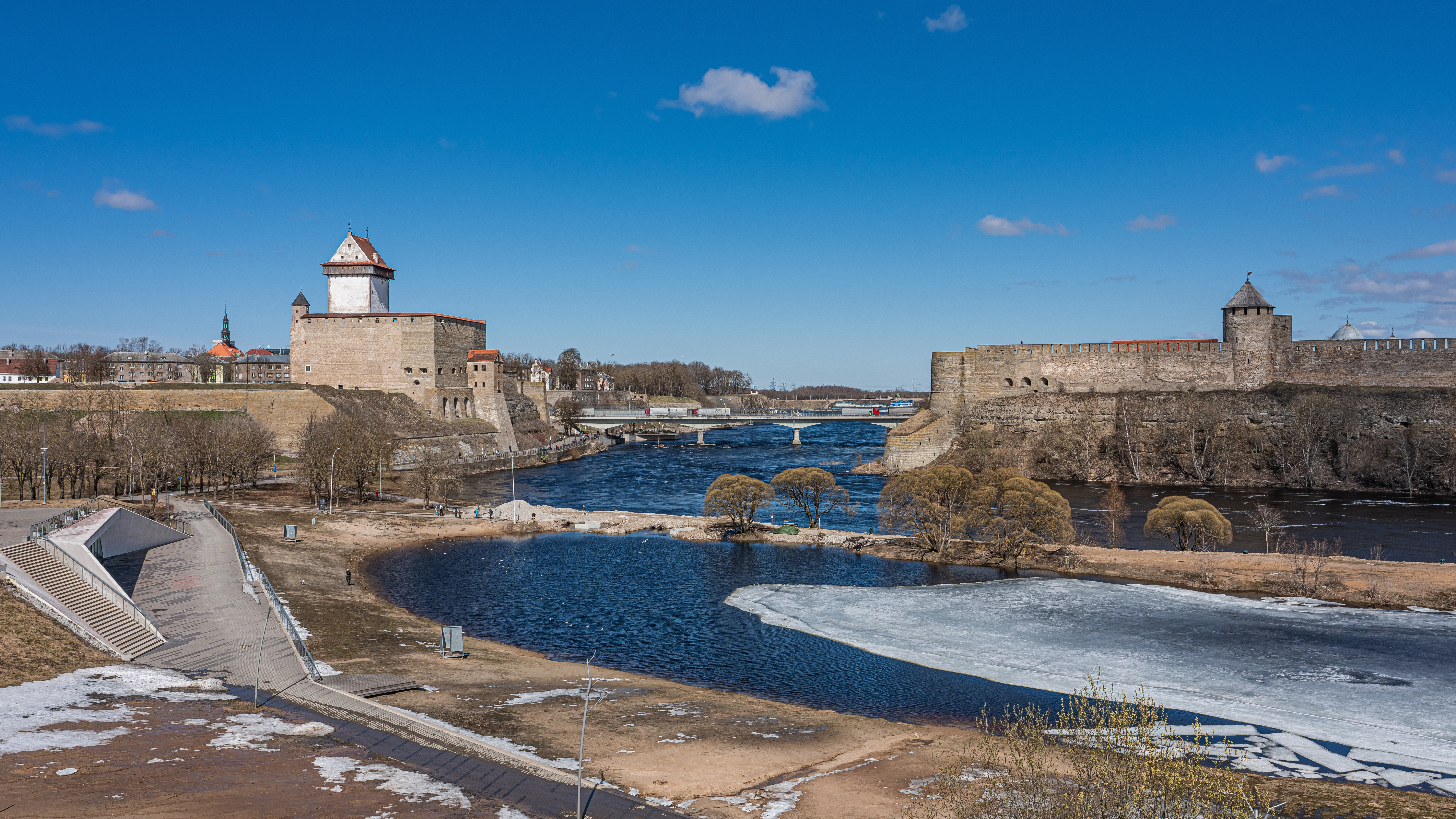
Hermannsfeste (links), die Brücke nach Russland und Festung Iwangorod
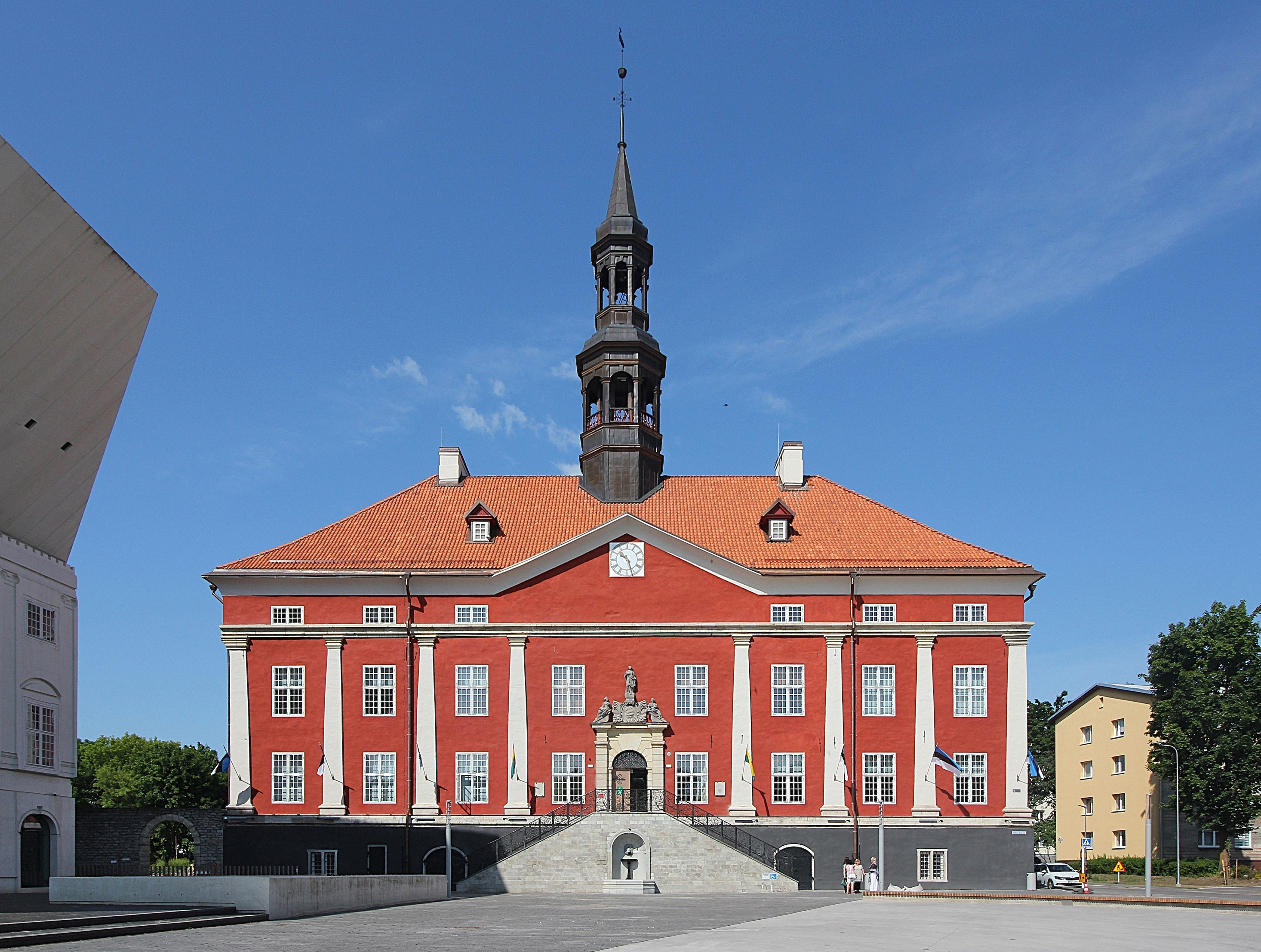
Rathaus
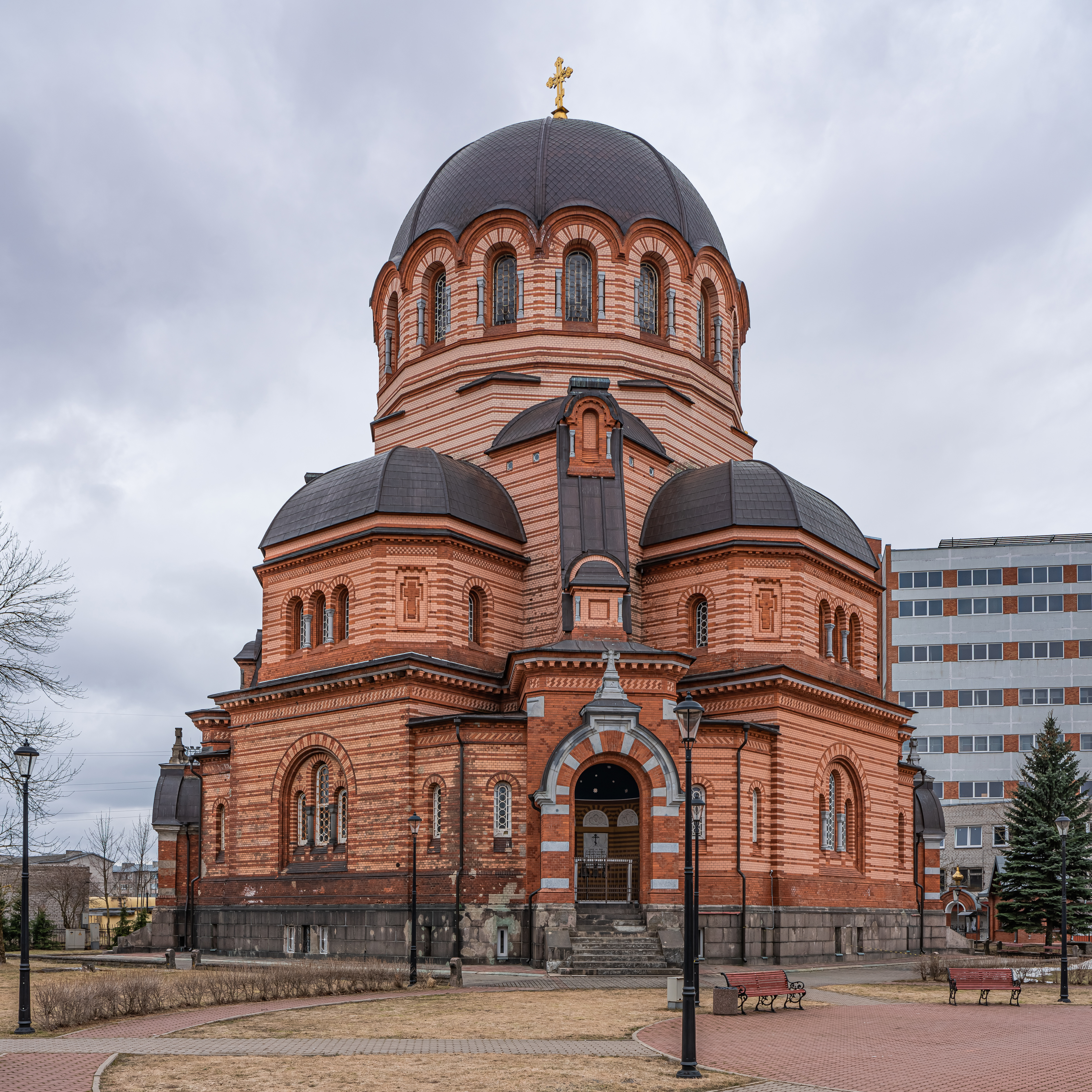
Russisch-orthodoxe Auferstehungskathedrale
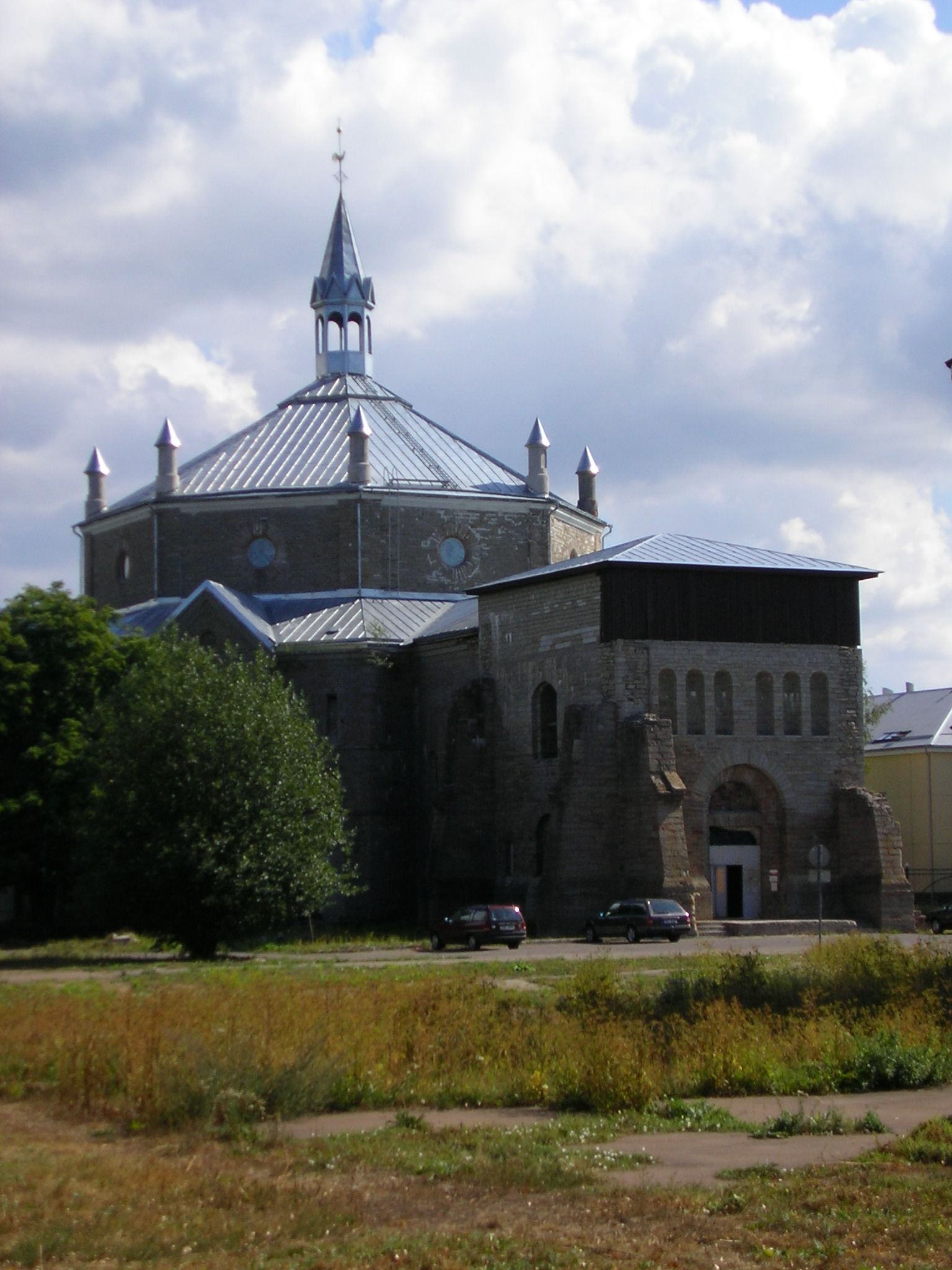
Evangelisch-lutherische Alexanderkirche 2006
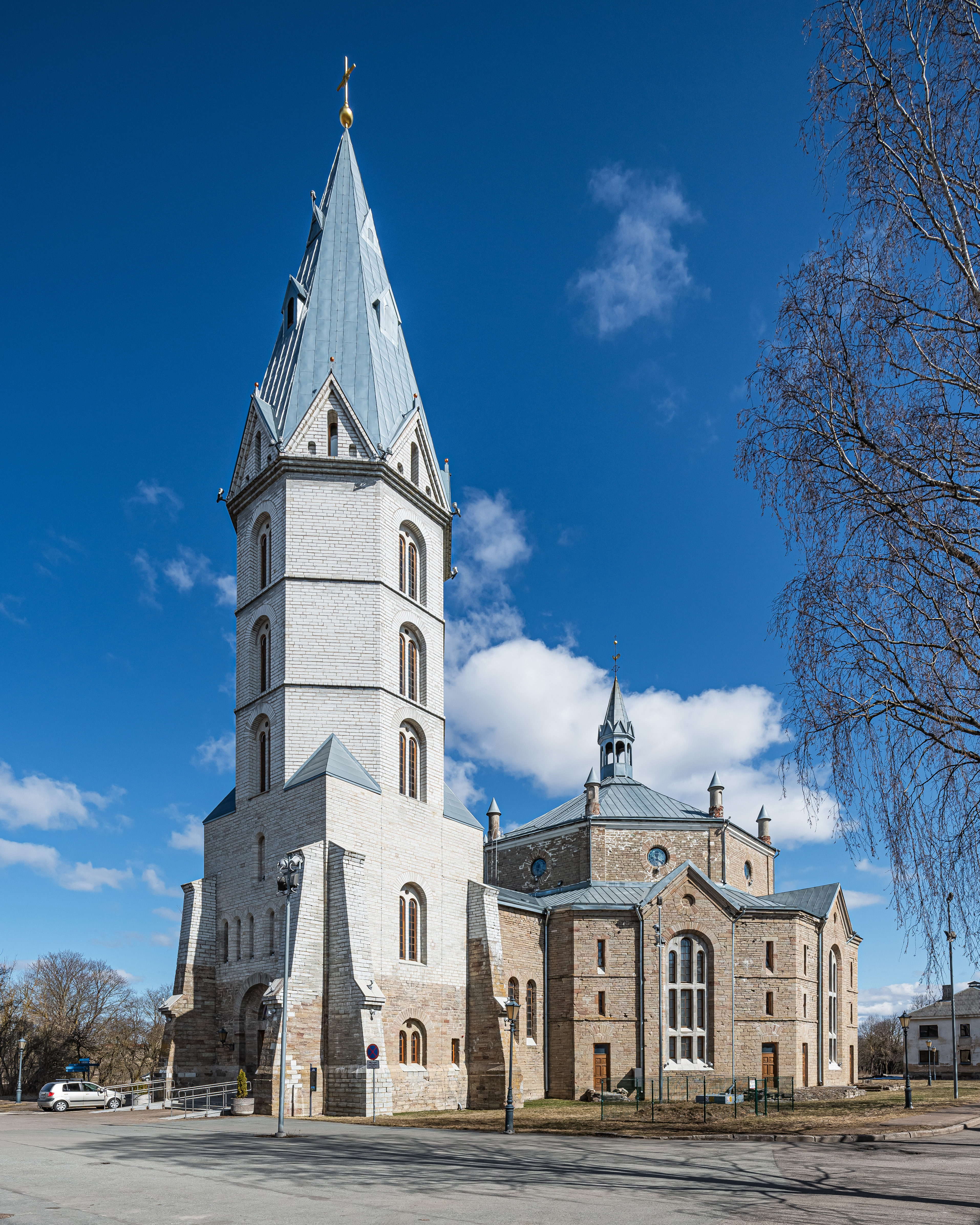
Alexanderkirche 2022 mit rekonstruiertem Turmoktogon
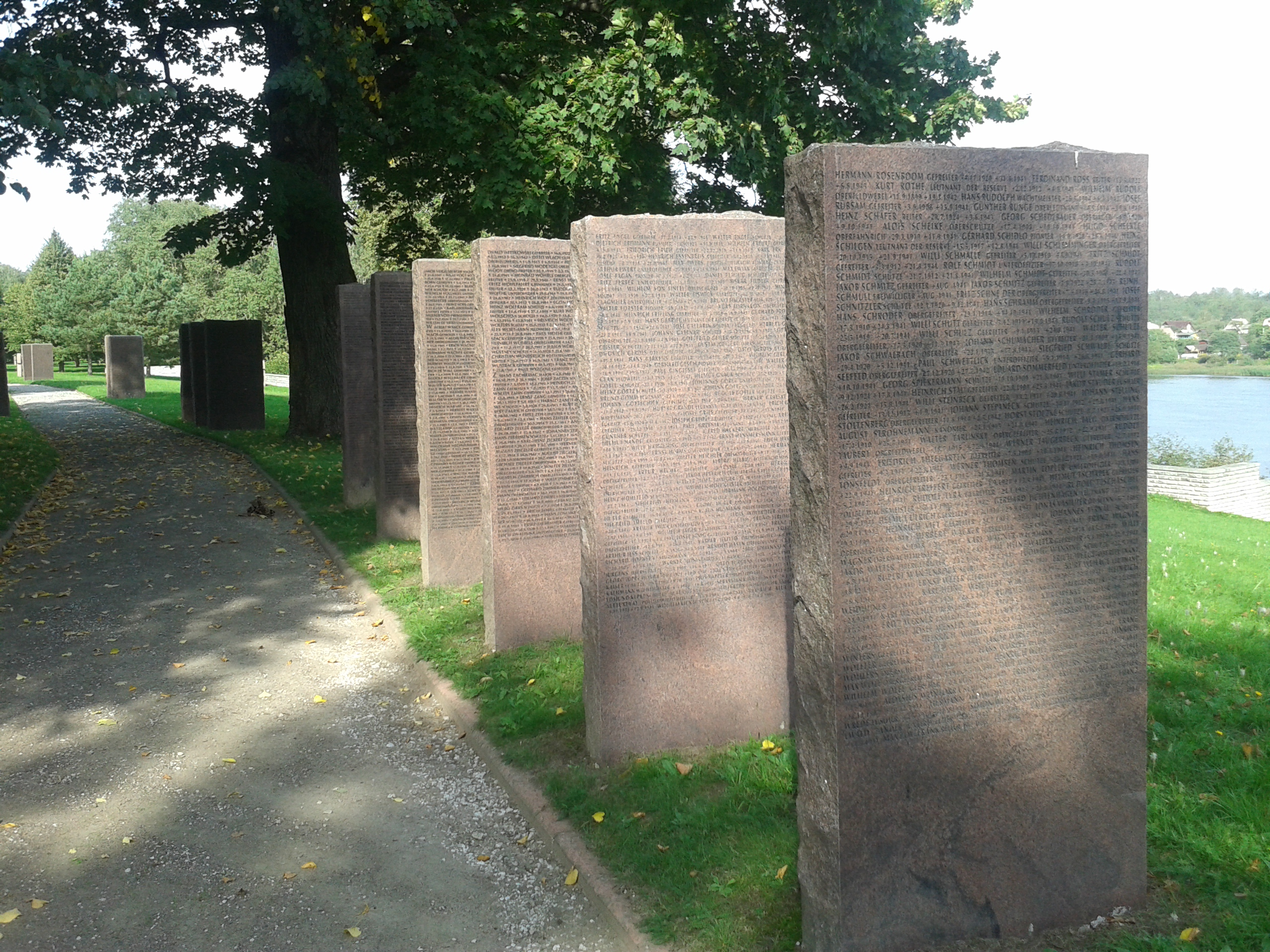
Deutsches Gefallenendenkmal des Zweiten Weltkriegs in Narva

### Parks
Am Stadtrand von Narva liegt, direkt am Grenzfluss Narwa, die Deutsche Kriegsgräberstätte Narva, die bereits 1943 von der deutschen Wehrmacht angelegt wurde. Sie wird seit der Mitte der 1990er Jahre vom Volksbund Deutsche Kriegsgräberfürsorge betreut und unterhalten. Die weitläufige Anlage, auf der rund 15.000 Kriegstote ruhen und auf der immer noch Zubettungen Gefallener stattfinden, wurde am 29. August 1999 eingeweiht.
In Narva bestand das sowjetische Kriegsgefangenenlager 393 für deutsche Kriegsgefangene des Zweiten Weltkriegs. Schwer Erkrankte wurden im Kriegsgefangenenhospital 1011, Kiviõli, versorgt.

## Wirtschaft und Infrastruktur

### Verkehr

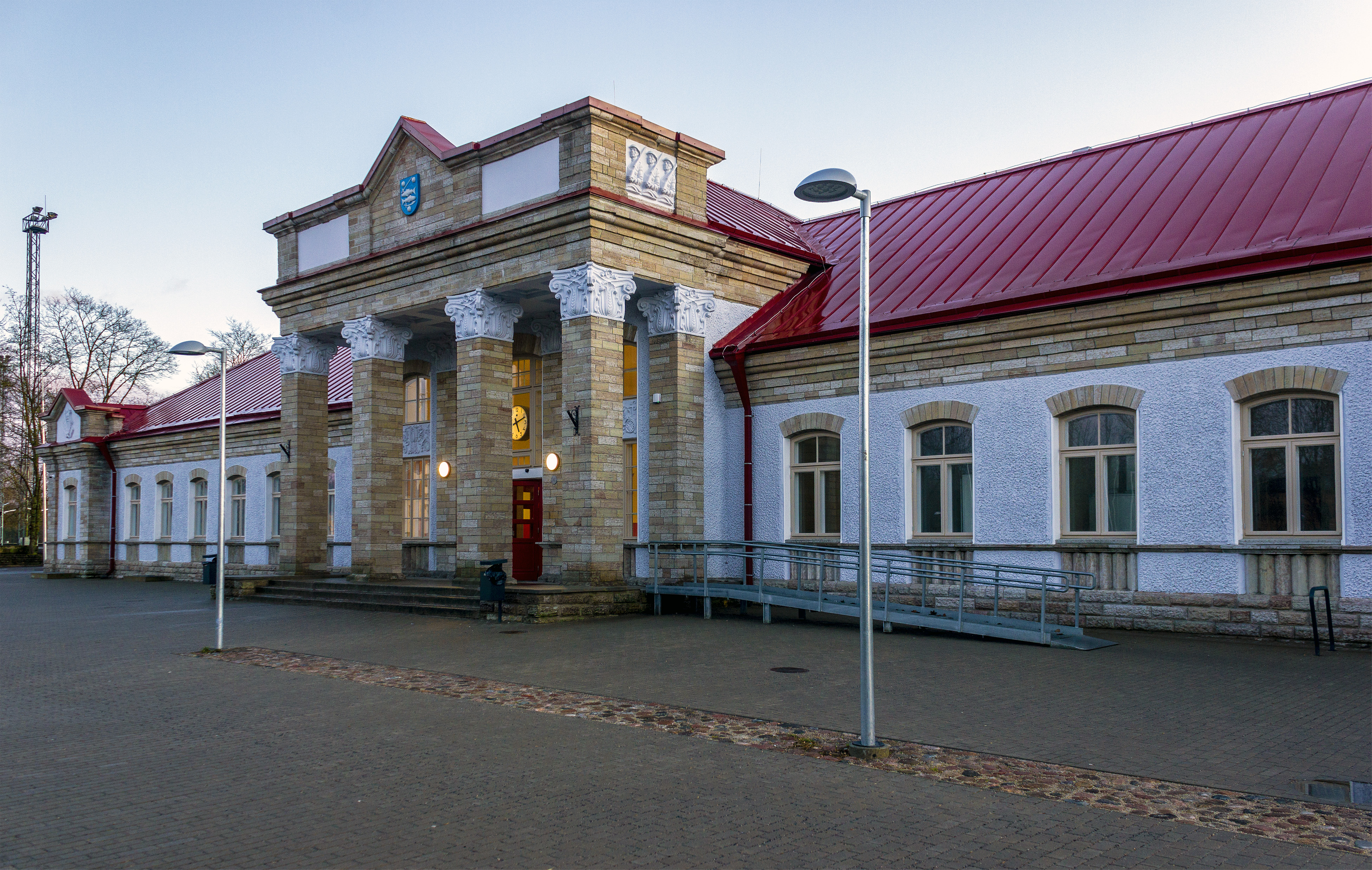
Bahnhof von Narva

Durch Narva verlaufen sowohl die wichtigste Fernstraße von Tallinn nach Sankt Petersburg (Europastraße 20). Die Bahnstrecke Tallinn–Narva ist vor allem im Güterverkehr mit Russland bedeutsam. Im Eisenbahnpersonenverkehr fahren mehrere Zugpaare zwischen Narva und Tallinn. Narva kann mit dem Bus von anderen großen Städten Estlands wie Tallinn und Tartu erreicht werden. Der Busbahnhof Narva befindet sich neben dem Bahnhof Narva, 1 km vom Stadtzentrum entfernt. Einzelne Busse halten direkt am Grenzübergang.

### Ansässige Unternehmen
Eine wichtige Rolle im Wirtschaftsleben Narvas spielte bis 2010 das 1857 gegründete Textilunternehmen Kreenholm.
Das kanadische Unternehmen Neo Performance Materials begann ab dem Jahr 2023 in Narva mit dem Bau einer Verarbeitungsanlage für Seltenerdmagneten, die in Elektrofahrzeugen verwendet werden. Die Anlage soll 2025 in Betrieb gehen, um die Produktion von etwa 1,5 Millionen Elektroautos zu unterstützen und bis auf 5.000 Tonnen pro Jahr gesteigert werden, genug für 4,5 Millionen E-Autos. Die Anlage soll von der firmeneigenen nahegelegenen Seltenerd-Trennanlage in Sillamäe beliefert werden. Diese wiederum soll ihre Rohmaterialien aus den Vereinigten Staaten und anderen Ländern erhalten.
Der estnische Standort von Fortaco beschäftigt mehr als 600 Mitarbeiter in verschiedenen Bereichen, was das Unternehmen zu einem der größten Arbeitgeber in Narva macht.

### Medien

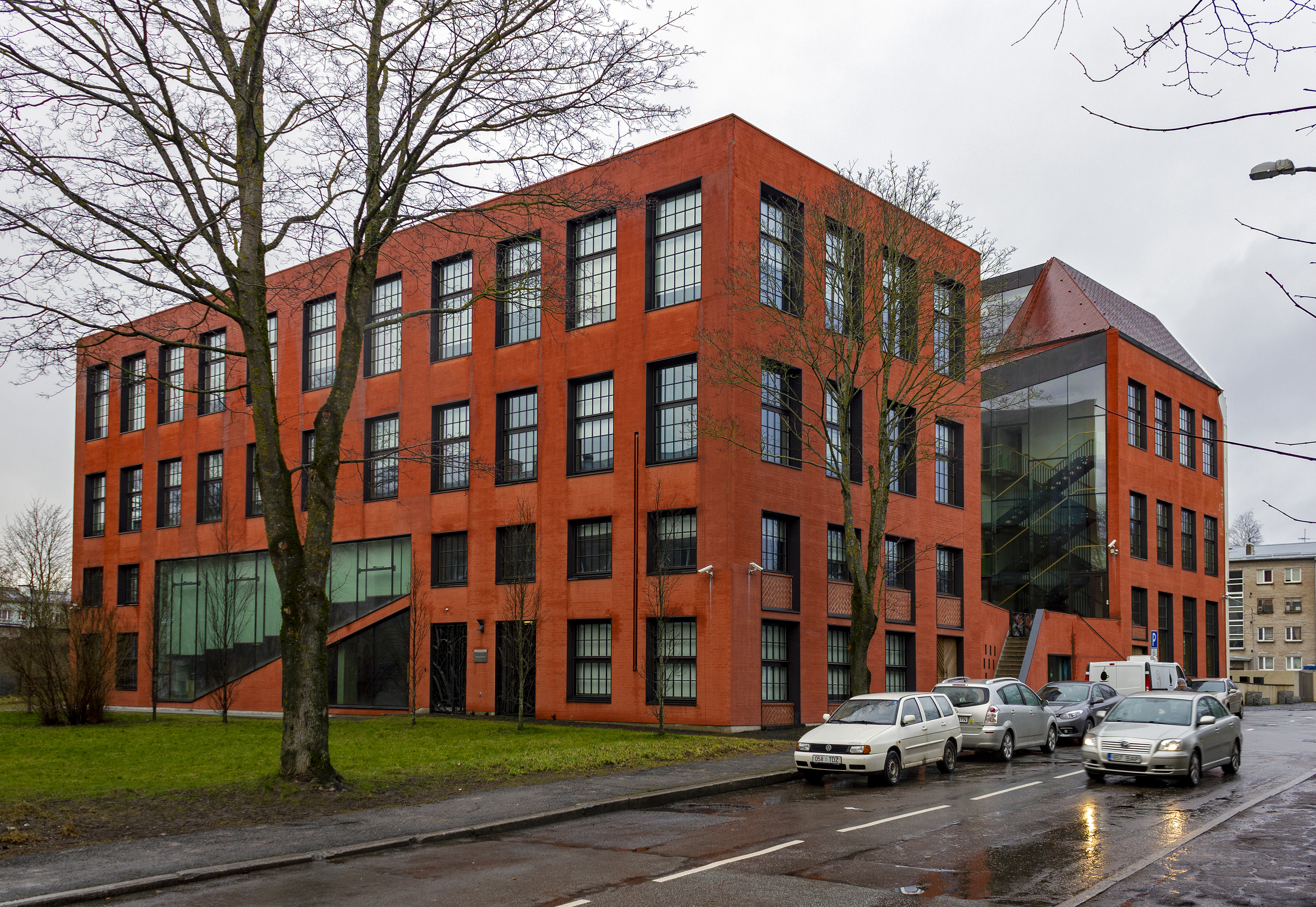
Kolleg der Uni Tartu

Die Zeitung Narva Postiljon ist mit 5.000 Exemplaren die Lokalzeitung der Stadt. Sie wird einmal pro Woche (am Samstag) in estnischer Sprache herausgegeben. Zweimal wöchentlich erscheint sie unter dem Namen Narvskaja Gazeta auf Russisch.

### Bildung
In Narva gibt es eine Außenstelle der Universität Tartu, das Narva Kolledž, an der hauptsächlich Lehrer ausgebildet werden. Unterrichtssprache ist vor allem Russisch. Ferner gab es dort eine Außenstelle der privaten Estonian Entrepreneurship University for Applied Sciences.

## Persönlichkeiten

### Söhne und Töchter der Stadt
| - Klas Horn (1583–1632), schwedischer Reichsrat, Generalgouverneur von Schwedisch-Pommern - Johan Bär (1620–1688), schwedischer Admiral während des Schonischen Krieges - Heinrich Brüningk (1675–1736), Pastor, Generalsuperintendent von Livland - Adam Hinrich Schwartz (1678–1762), Kaufmann, Reeder und Bürgermeister von Riga - George Bogislaus Staël von Holstein (1685–1763), schwedischer Freiherr und Feldmarschall - Caspar Matthias Rodde (1689–1743), evangelisch-lutherischer Geistlicher und Übersetzer - Friedrich von Smitt (1787–1865), russischer Historiker deutscher Herkunft - Napoléon Peltzer (1802–1889), deutscher Tuchfabrikant und Förderer der russischen Feintuchindustrie - Johann Ludwig Werder (1808–1885), Fabrikant und Techniker, Leiter der Klettschen Maschinenfabrik in Nürnberg - Alexander Ritter (1833–1896), deutscher Violinist, Dirigent und Komponist - Robert von Peltzer (1846–1940), deutsch-estnischer Textilfabrikant - Monika Hunnius (1858–1934), deutsch-baltische Schriftstellerin - Alexei Schachmatow (1864–1920), russischer Sprachwissenschaftler - Eduard Säkk (1875–1943), Ingenieur, Industrieller und Politiker - Raimund Kull (1882–1942), Komponist und Dirigent - Adolf Szyszko-Bohusz (1883–1948), polnischer Architekt und Hochschullehrer - Artur Rinne (1910–1984), Sänger - Nikolai Stepulov (1913–1968), estnischer Boxer und sowjetischer Boxtrainer - Paul Keres (1916–1975), Schachmeister - Paul Felix Schmidt (1916–1984), Schachspieler - Ortvin Sarapu (1924–1999), Schachspieler, später nach Neuseeland ausgewandert | - Heljo Mänd (1926–2020), Lyrikerin, Prosaistin und Kinderbuchautorin - Nils Ferberg (1931–2017), deutscher Politiker (SPD) - Olivia Saar, geborene Valdmaa (1931–2025), Kinderbuchautorin und Journalistin - Peter Plath (1933–2017), deutscher Mediziner - Juri Torbek (1954–2003), sowjetischer Boxer - Waleri Karpin (* 1969), russischer Fußballspieler - Jelena Poljakova-Všivtseva (* 1972), Biathletin - Anton Weiss-Wendt (* 1973), Historiker - Jevgeni Novikov (* 1980), Fußballspieler - Vladimir Latin (* 1985), Ruderer - Daniil Steptšenko (* 1986), Biathlet - Leo Komarov (* 1987), finnisch-russischer Eishockeyspieler - Nikita Andrejew (* 1988), russischer Fußballspieler - Aleksei Jahhimovitš (* 1990), Fußballspieler - Darja Jurlova (* 1992), Biathletin - Maksim Anohhin (* 1995), Eishockeyspieler - Ioan Igorewitsch Jakowlew (* 1998), russischer Fußballspieler - Alika (* 2002), Sängerin - Daniil Kulintsev (* 2002), estnisch-finnischer Eishockeyspieler |

### Personen, die im Ort wirkten
- Otto von Uexküll († 1601), 1599 schwedischer Statthalter in Narwa